# Puerto Real (Gerichtsbezirk)
Der Gerichtsbezirk Puerto Real ist einer der 14 Gerichtsbezirke in der spanischen Provinz Cádiz.
Der Bezirk umfasst die Gemeinde Puerto Real auf einer Fläche von 195,96 km² mit dem Hauptquartier in Puerto Real.